# Klasa niedokładności
Klasa niedokładności przyrządu – to umownie przyjęta wartość błędu dopuszczalnego w dowolnym punkcie zakresu pomiarowego odniesiona do całego zakresu pomiarowego [%].
{\displaystyle klasa={\frac {\Delta _{dop}}{Z}}100\%.}
Dla wszystkich rodzajów przyrządów prócz mierników elektrycznych obowiązuje następujący szereg klas niedokładności: 0,1 (błąd 0,1%), 0,16; 0,25; 0,4; 0,6; 1; 1,6; 2,5; 4; 6; 10.